# Gnathonemus longibarbis
Gnathonemus longibarbis es una especie de pez elefante eléctrico perteneciente al género Gnathonemus en la familia Mormyridae presente en varias cuencas hidrográficas de África, entre ellas los lagos Victoria, Akagera, Kyoga, Tanganyika y Nabugabo, y el río Malagarasi. Es nativa de Burundi, la República Democrática del Congo, Kenia y Tanzania; y puede alcanzar un tamaño aproximado de 36,0 cm.

## Estado de conservación
Respecto al estado de conservación, se puede indicar que de acuerdo a la IUCN, esta especie puede catalogarse en la categoría «Preocupación menor (LC)».